# Vånga (gmina Norrköping)
Vånga – miejscowość (tätort) w Szwecji, w regionie administracyjnym (län) Östergötland, w gminie Norrköping.
Według danych Szwedzkiego Urzędu Statystycznego liczba ludności wyniosła: 205 (31 grudnia 2018) i 219 (31 grudnia 2019).